# 小行星8123
小行星8123（8123 Canaletto）是一颗绕太阳运转的小行星，为主小行星带小行星。该小行星于1971年3月26日发现。

## 轨道参数
小行星8123的轨道半长轴为2.2872212 UA，离心率为0.131。